# Macrostemum santaeritae
Macrostemum santaeritae är en nattsländeart som först beskrevs av Georg Ulmer 1905.  Macrostemum santaeritae ingår i släktet Macrostemum och familjen ryssjenattsländor. Inga underarter finns listade i Catalogue of Life.

## Bildgalleri

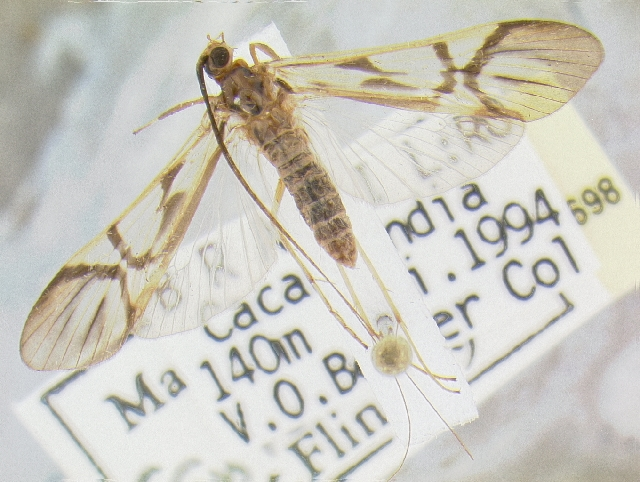